# Catherine Tishem
Catherine Tishem (eigentlich Catherine Fisher, auch Catherine Thysmans; * in Norwich; † wahrscheinlich 1595) war eine englische Gelehrte, die mehrfach in der Literatur rezipiert wurde.

## Leben
Über die Herkunft ihrer Familie ist heute nichts mehr bekannt. Sie heiratete 1558 den Kaufmann und Bürgermeister Antwerpens Walter (Wouter) de Gruutere († 1588 in Danzig), der als Witwer zuvor schon verheiratet gewesen war. Mit ihm hatte sie einen Sohn, Jan Gruter. Während des Niederländischen Befreiungskriegs („Spanisch-Niederländischer Krieg“) floh die Familie 1565 nach Großbritannien, woher Catherine stammte.
Sie selbst konnte fließend Griechisch, Latein, Französisch und Italienisch sprechen, wahrscheinlich auch Niederländisch und Deutsch. Catherine Tishem verstand es, sowohl die alten als auch die neuen Sprachen perfekt zu beherrschen; angeblich könne sie die Schriften des Arztes Galenos verstehen, ein Umstand, zu dem nur wenige Zeitgenossen fähig gewesen sein dürften. Sie überwachte die Erziehung ihres Sohnes, der ein berühmter klassischer Gelehrter wurde. Auch während seines Cambridger Studiums unterstützte sie ihn, bis er 1579 an die Universität Leiden wechselte.

## Würdigung
Kenntnisse über ihr Leben sind vor allem durch das schriftstellerische Werk Balthasar Venators erhalten geblieben, der ihren Sohn als Lehrer hatte und über diesen von ihr erfahren haben dürfte. Über Jan Gruter verfasste Venator zu dessen Tod eine umfangreiche Memorialschrift, die Einblicke weit über das eigentliche Leben Gruters hinaus verschaffen. Er schrieb über Catherine Tishem, sie habe eine Gelehrsamkeit wie keine andere Engländerin zu ihrer Zeit.
Ferner wird sie 1752 in der Biografiesammlung Memoirs of several ladies of Great Britain, who have been celebrated for their writings, or skill in the learned languages, arts and sciences durch den Biographen und Antiquar George Ballard rezipiert.